# Боссак, Ежи
Е́жи Бо́ссак (пол. Jerzy Bossak, настоящая фамилия Е́жи Бу́ргер-Нау́м (пол. Jerzy Burger-Naum; 31 июля 1910, Ростов-на-Дону, Российская Империя, ныне Россия — 23 мая 1989, Варшава, Польша) — польский кинорежиссёр-документалист, сценарист, актёр, критик и педагог.

## Биография
Родился в Ростове-на-Дону в еврейской семье. Окончил Варшавский университет. В 1930—1939 годах активно занимался журналистской деятельностью; много публиковался. Состоял в обществе «Старт», руководимого Ежи Тёплицем и  популяризовавшем в Польше зарубежные фильмы. В годы фашистской оккупации — в СССР. В 1942—1944 годах режиссёр киногруппы 1-й Армии Войска Польского. В 1956—1968 годах возглавлял Студию документальных фильмов в Варшаве, одновременно в 1957—1968 годах художественный руководитель киностудии «Kamera». Автор или соавтор сценариев своих картин. Ряд лент снял совместно с Вацлавом Казьмерчаком. В 1956—1968 годах декан факультета режиссуры Высшей школы театра, кино и телевидения в Лодзи, с 1948 — профессор.

## Избранная фильмография

### Режиссёр
- 1944 —  / Majdanek cmentarzysko Europy (с Александром Фордом)
- 1945 — Сражение за Колобжег / Bitwa o Kołobrzeg
- 1945 — Гибель Берлина /
- 1946 — Мост / Most
- 1947 — Паводок (Наводнение в Польше) / Powódź
- 1951 — Мир завоюет свет / Pokój zdobedzie swiat (с Йорисом Ивенсом, в советском прокате «Мир победит войну»)
- 1952 — Присягаем /
- 1954 — Возвращение на Старе Място / Powrót na Stare Miasto
- 1955 — Варшавские встречи /
- 1956 — Варшава 1956 / Warszawa 1956 (киноальманах; с Ярославом Бжозовским и другими)
- 1961 — Сентябрь. Так было / Wrzesień - tak było (в советском прокате «Так было»)
- 1963 — Реквием для пятисот тысяч / Requiem dla 500 tysiecy
- 1967 — Свидетельство борьбы / Dokument Walki
- 1968 — 273 ниже нуля / 273 Dni Poniżej Zera
- 1969 — Поляки на фронтах Второй Мировой войны / Polacy na frontach II wojny światowej
- 1970 — В Якутии /
- 1985 — Импресарио / Impresario
- 1985 — Шопен в Польше / Chopin w Polsce

### Сценарист
- 1951 — Мир завоюет свет / Pokój zdobedzie swiat (с Йорисом Ивенсом, в советском прокате «Мир победит войну»)
- 1955 — Варшавские встречи /

### Актёр
- 1974 —  / Lasst uns frei fliegen über den Garten — Юри Мембер (ТВ)

## Награды
- 1946 — Серебряный Крест Заслуги[1]
- 1950 — Государственная премия ПНР
- 1953 — Государственная премия ПНР
- 1955 — Государственная премия ПНР
- 1954 — Золотой Крест Заслуги[2]
- 1959 — Офицер ордена Возрождения Польши
- 1964 — Государственная премия ПНР
- 1964 — Приз Международного фестиваля документального и анимационного кино в Лейпциге («Реквием для пятисот тысяч»)
- 1973 — Гран-при 2-го Каннского кинофестиваля («Паводок»)
- 1985 — Орден «Знамя Труда» I степени